# Hades
Hades (în greacă veche ᾍδης sau Άͅδης, Háidēs) este zeul Infernului, sălășluind în împărăția umbrelor, pe care o cârmuie alături de soția sa, Persefona. Nu se cunoaște exact semnificația numelui, dar se presupune că vine de la „cel nevăzut” sau, după Socrate, „cunoașterea conceptelor elevate”. Este un zeu htonic, fiul lui Cronos și al Rheei. Este fratele lui Zeus, al lui Poseidon, al Herei, al Demetrei și al Hestiei.
Hades nu este tradițional considerat un zeu olimpian, deoarece nu stă pe Muntele Olimp, ci în tărâmul morților, care se numește de asemenea „Hades”. Această împărăție cuprinde în general Tartarul, Câmpia Asfodelor și tărâmul paradisiac destinat eroilor și celor favorizați de zei, precum și sufletelor oamenilor virtuoși, numit Elysium sau Câmpiile Elizee.
În descrierile artistice, Hades este de obicei portretizat ținând un bident, lângă  Cerberus, câinele de pază cu trei capete.
Zeul etrusc Aita și zeii romani Dis Pater și Orcus au  devenit echivalenți cu Hades și au fuzionat în Pluton.

## Etimologie

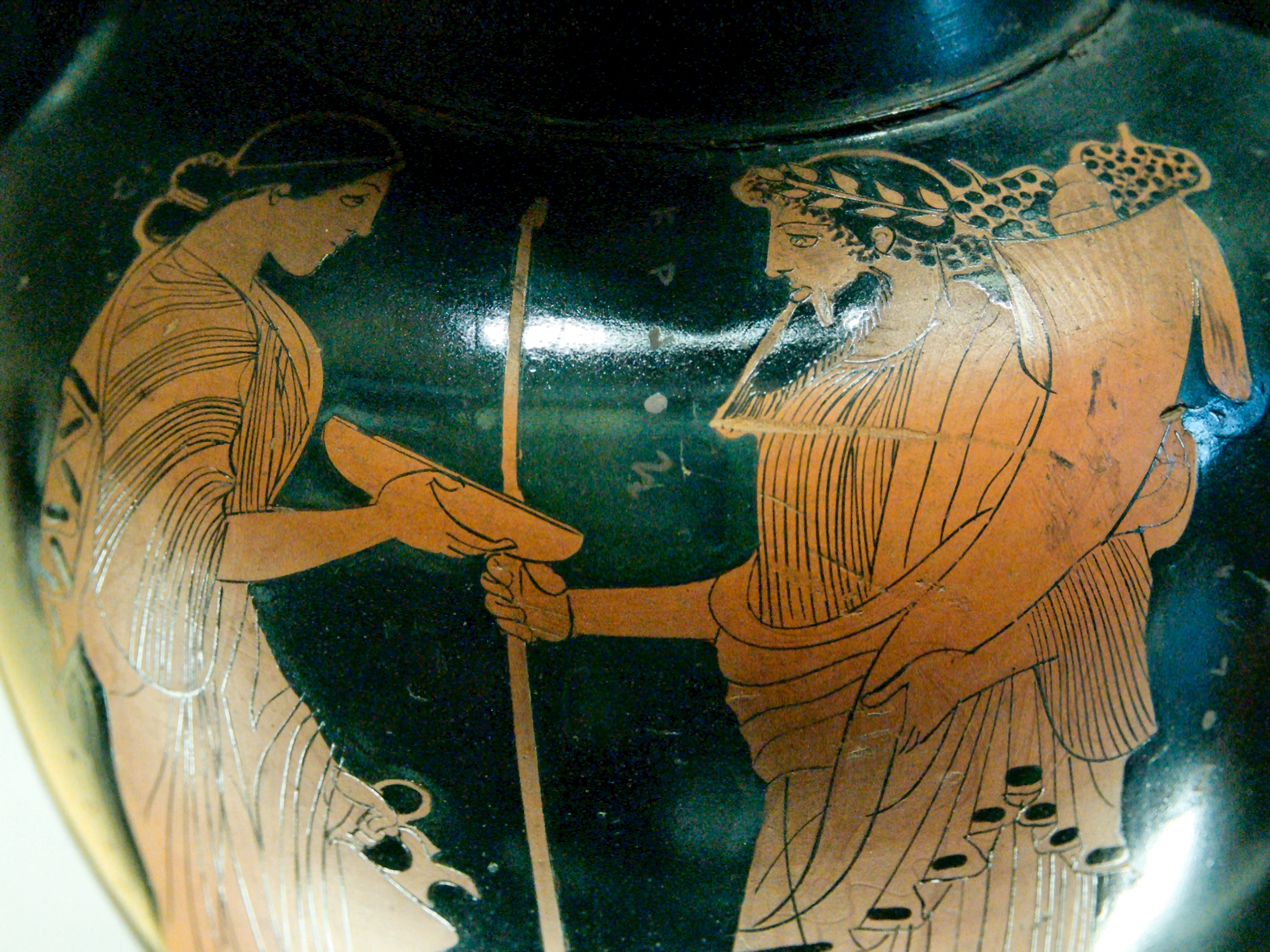
Hades, ținând Cornucopia, împreună cu Persefona
(amforă din anul 470 î.Hr.- Muzeul Luvru)</br>

Originea numelui lui Hades este incertă, dar semnifică "cel nevăzut"  .     Lingviștii moderni  au propus formă  proto-greacă   'Awides' '(„nevăzut”).
Cea mai veche formă atestată este  Aḯdēs  ( Ἀΐδης) .  Martin Litchfield West  pledează  pentru  semnificăția „celui care prezidează  lumea morții". 
În greaca homerica și greacă ionic este cunoscut drept  Áïdēs.  Alte variații poetice ale numelui includ Aïdōneús (Ἀϊδωνεύς),  iar formele flexionate Áïdos  , Áïdi  și  Áïda, a căror reconstrucție lingvistică   a cazului nominativ  Áïs nu este atestată. 
Denumirea de "Aides" este  similară cu cea  a zeului  etrusc al morții, Aita. 
În cele din urmă, zeul a rămas cunoscut ca  „Háidēs” în antichitatea clasică.  
Probabil de frică să-i pronunțe numele, în jurul secolului V i.Chr., grecii se refereau la  Hades ca Pluto ( Ploútōn), care semnifică "bogăție"  având în vedere că din lumea subterană provin bogății (de exemplu, mineralele, nutrienții care duc la creșterea plantelor și recoltelor, metalele ca argintul și aurul).  
Pluto a devenit zeul roman care conduce Infernul și distribuie bogățiile din subteran. 
Epitetele conferite lui Hades erau   Agesander (Ἀγήσανδρος)  și Agesilaos (Ἀγεσίλαος). Ambele provin din   ágō (ἄγω), care înseamnă „determinare ”, „transport” sau „preluare” , iar anḗr (ἀνήρ), care înseamnă "om" sau laos (λαός|), adică "oameni"  , rezultând funcția pe care o are  Hades, cea de  zeul care  preia sufletele oamenilor dupǎ moarte și îi transportă spre lumea de dincolo. Nicander  foloseste forma Hegesilaus ( Ἡγεσίλαος).
A mai fost numit și  Zeus katachthonios (Ζεὺς καταχθόνιος), ,  adică „Zeus din Infern” sau "Zeus al Infernului".

## Caracteristici
Urât de mulți și de temut, Hades întruchipa iminența morții. În Iliada, Agamemnon încercând să-l îmbune pe Ahile cu daruri observă: 
„Iată cu ce-l dăruiesc, dacă el se dezmânie acuma / Fie mai blând; numai Hades e neîmblânzit, fără milă, / De-asta e-ntre zei de oameni hulit ca nici unul[sic].”
—Iliada, traducerea Murnu
Acesta nu era totuși considerat o personificare a morții, acesta fiind Thanatos.

### Epitete

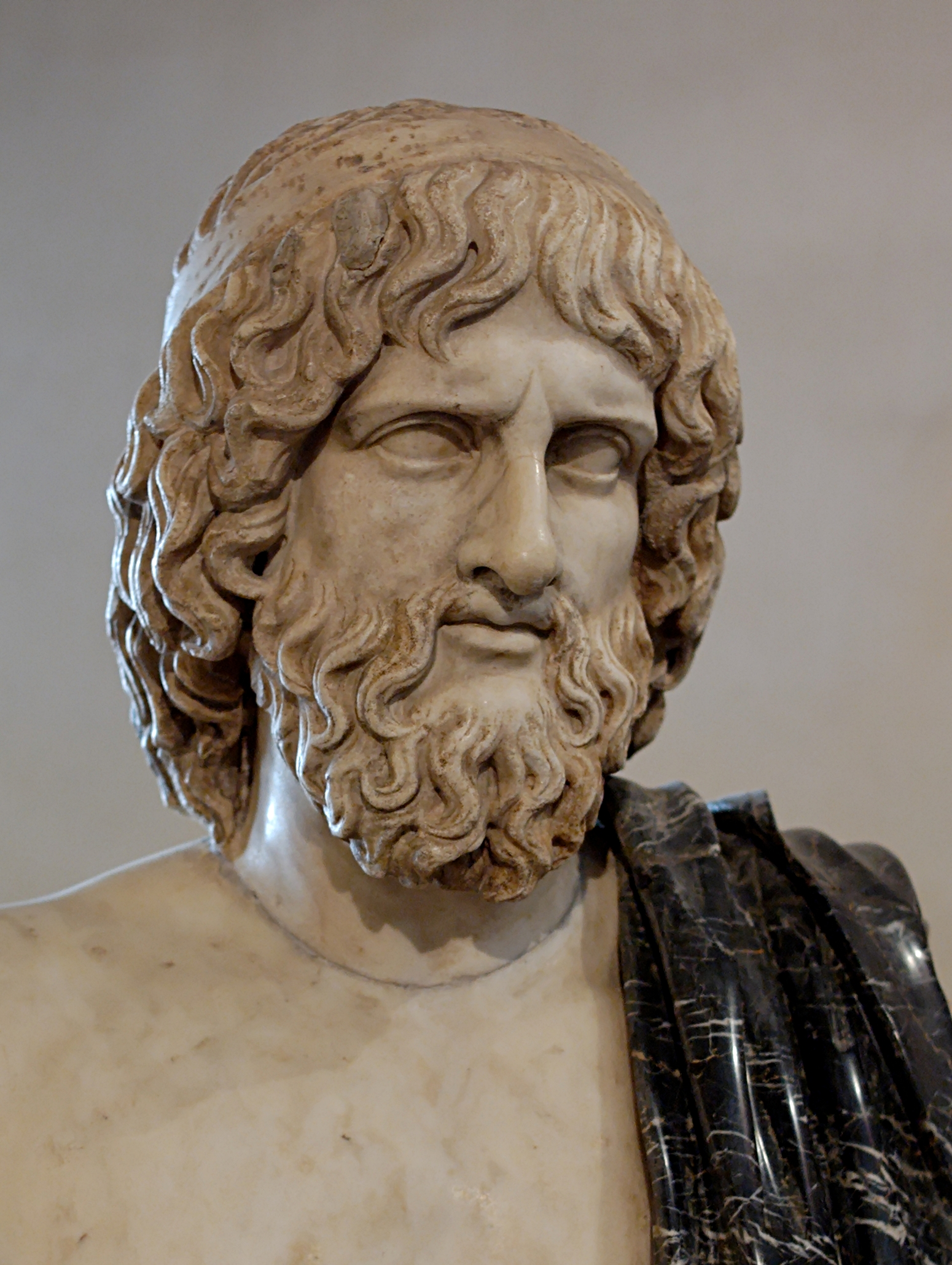
Hades. Bust roman, copiat după originalul grec (Muzeul Național din Roma)

Epitetele în mitologia greacă sunt determinante folosite pentru a evita pronunțarea numelui, precum în cazul lui Hades, al cărui nume oamenii se fereau să-l pronunțe, socotindu-l aducător de nenorociri. Epitetele mai sunt folosite pentru a poziționa geografic zeul relativ la lăcașul de cult sau pentru a preciza aspectul zeului căruia i se adresează invocația. De exemplu, un călător va dori să ceară ajutorul lui Poseidon Soter („salvatorul”) când este prins de o furtună pe mare, dar s-ar ruga fără rost la Poseidon Hippios („al cailor”) dacă nu are probleme cu calul său. În ceea ce privește epitetele cu rol geografic, pe moneda din imaginea de alături emisă pentru finanțarea reconstrucției oracolului din Delfi se observă inscripția Demetrei Amfiktuonis, venerată în Ftiotida în aproprierea acelui templu.
Epitetele apar des în epoca elenistică, dar sunt considerate aproape imposibil de definit și categorisit stricto sensu. Acestea diferă de asemenea în funcție de sursă, fiind rar întâlnite în narațiune, spre deosebire de poezii și cult, ultimele două grupuri de asemenea diferite între ele. Conform teoriei lui Hermann Usener, e posibil ca fiecare epitet să fi fost un zeu vechi cu o funcție simplă, asimilat ulterior în cultul divinităților vremii, numele lor devenind epitete, ceea ce ar putea explica de ce în scrieri de-a cursul istoriei unele astfel de epitete devin entități divine independente și, respectiv, numele unor entități divine ajung să fie folosite și ca epitete (Illythia, epitet al lui Artemis). Epitetele de cult mai apar și în perechi, de exemplu Athena Potnia „stăpâna Atenei”.
Hades era cel mai adesea invocat cu eufemisme precum Ploutôn (greacă Πλούτων Zeul cel bogat), aluzie la bogățiile nemăsurate care se ascundeau în măruntaiele pământului. Sofocle se referă la el ca „cel bogat” explicând că se-mbogățește cu lacrimile și suspinele morților. Numele s-a latinizat în „Pluto”. Alte alternative erau Θεων/Ζευσ Χθονιος (transliterat Theôn/Zeus Khthonios) „Zeu/Zeus al lumii de dedesubt”. 
Mai era adresat prin epitetele sale homerice Polidegmon (greacă Πολυδεγμων „gazda multora”) sau Polysêmantôr (greacă Πολυσημαντωρ „conducătorul multora”). În opere mai apare ca Πολυξενος , Polyxenos (greacă Πολυξενος „gazda multora”), Nekrodegmôn (greacă Νεκροδεγμων „gazda morților”), Nekrôn Sôtêr (greacă Νεκρων Σωτηρ „Salvatorul morților”), Climenus („cel rău-famat”),  Isodetês („cel care-i leagă pe toți la fel”) și posibil Eubuleus („sfaturi bune” sau „bine-intenționat”).

### Atribute
Hades conduce un car aurit condus de patru armăsari negri. Poartă un coif care-l face pe purtător invizibil, dăruit de ciclopi, și un sceptru care poate despărți pământul în două. Cheile lumii de dincolo mai sunt un simbol, deși acestea mai sunt câteodată ținute de ușierul său, Aiacus. Trăiește într-un palat de aur, unde primește morții așezat pe un tron de aur, înconjurat de cei trei judecători ai morților. Poarta către casa lui Hades este păzită de Cerber, câinele cu trei capete. În spatele palatului este o grădină de rodii. Hades mai are o cireadă de vaci negre, pe care păstorul Menoite le mână pe câmpiile de asfodel. Animalele și plantele sacre pentru Hades sunt chiparosul, menta, plopul alb, asfodelul și bufnițele, genul Megascops. Însoțitorii lui Hades sunt adesea personaje legate de lumea de dincolo sau de somn: Ascalafus este un demon transformat de  Demetra într-o bufniță, Eriniile, judecătorii morților, kerele, Caron, Menoete, Oneiroii, zeii râurilor lumii de dincolo și Tanatos.

### În alte culturi
- Cultura etruscă: picturi și sculpturi funerare înfățișând Infernul și pe cuplul divin ca și Eita și Phersipnai[27]
- Cultura romană: Pluto și Proserpina

## Mitologie
Conform Hesiod, Cronos l-a detronat pe tatăl său, Uranus și s-a căsătorit cu Rhea, având șase copii. Hades a fost al patrulea și primul băiat. Gaia și Uranos îi împărtășiseră că va fi la rândul său detronat de fiul său, așa că acesta își înghițea copiii pe măsură ce se nășteau. Rhea reuși să-l scape pe mezin, Zeus, cu ajutorul Gaiei și acesta crescu și-l forță pe Cronos să-i dea afară pe ceilalți cinci.
Ca să-și împartă lumea, zeii au tras la sorți; lui Zeus i-a revenit Cerul, lui Poseidon, Marea, iar lui Hades, lumea morților. Acolo este un conducător sever care nu permite nimănui să se întoarcă și domnește decisiv peste spiritele și creaturile care-l slujesc, printre care Caron.
„Fiii lui Cronos sunt trei, și toți avem mamă pe Rea, / Zeus și eu și al morților stăpânitor care-i Hades. / Lumea în trei fu-mpărțită, / Și-o parte primi fiecare; / Marea căruntă de spume ca veșnică sălășluire / Mie la sorț mi-a căzut, lui Hades a iadului beznă, / Cerul întins i-a fost dat, cu norii și slava, lui Zeus; / Naltul Olimp și pământul de-a valm-au rămas tuturora.”
{{align|right|—Iliada, traducerea Murnu

### Războiul cu titanii și Coiful Invizibilității
Vezi și Titanomahia
Hades a participat la războiul cu titanii de partea zeilor. Ciclopii îi făuriră un coif care-l face pe purtător invizibil. Coiful lui Hades apare și în alte mituri:
- Hermes îl poartă în timpul luptei cu giganții, când îl omoară pe gigantul Hipolit[31]
- Perseu îl folosește ca să ucidă gorgona Medusa[32]
- Atena îl poartă când luptă de partea lui Diomede și îl înfrânge pe Ares la în Iliada[33]Hades răpind-o pe Persefona, (c. sec. XVIII)

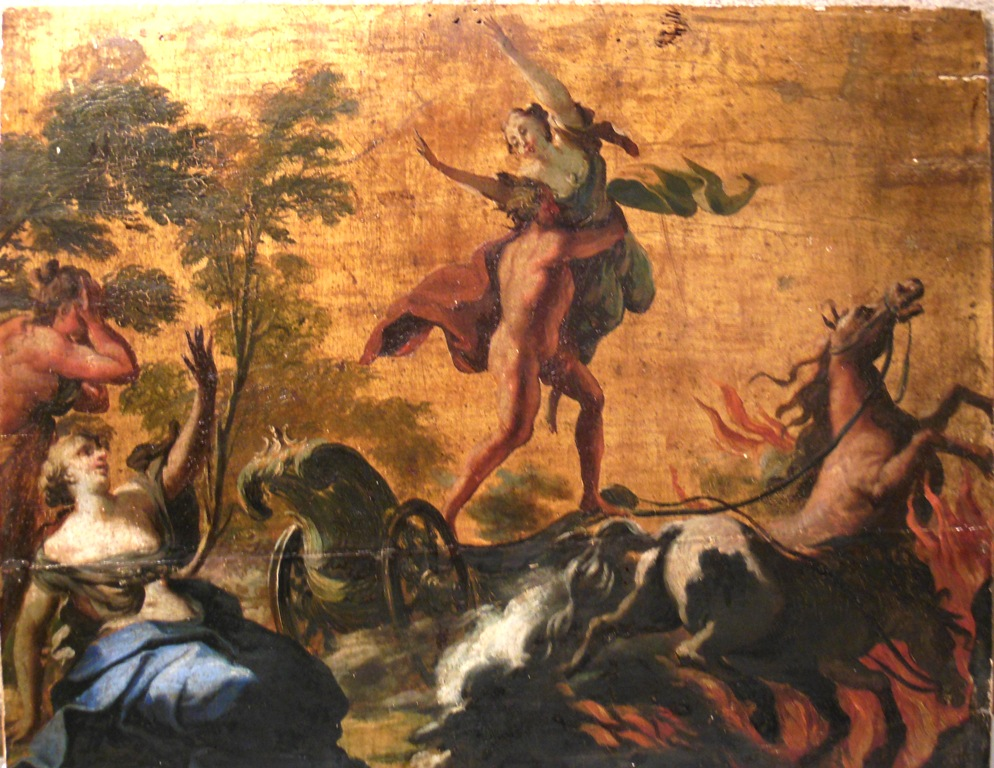
Hades răpind-o pe Persefona, (c. sec. XVIII)

### Răpirea Persefonei
Hades se îndrăgostise de Persefona. În unele versiuni, Zeus își dă acordul la uniunea lui cu Persefona, fiind tatăl ei, dar mama ei Demetra, nici tatăl ei, Zeus, nu consimțiră ca fata să trăiască pentru totdeauna în Infern. Hades o răpește și Zeus îi ordonă să o aducă înapoi, dar acesta îi dă să mănânce un sâmbure de rodie. Oricine mănâncă în Infern se leagă pentru totdeauna de lumea de apoi.

### Pețitorii Persefonei și Heracle în Infern
Tezeu și prietenul său, Piritoos, deciseră să se căsătorească amândoi cu fete ale lui Zeus. Tezeu răpi pe Elena, fiica Ledei, din Sparta, iar Piritoos alese pe Persefona, soția lui Hades. Tezeu reuși, o lăsă pe Elena cu mama lui, și-și acompanie prietenul în lumea de apoi, unde Hades îi înlănțui de o stâncă și-i lăsă să fie chinuiți de Furii.
A douăsprezecea muncă a lui Heracles era să-l aducă pe Cerber, câinele cu trei capete care păzea lumea de apoi. Când acesta trecu hotarele Infernului, Hades îl întâlni în prag și i se împotrivi. Hercule îl răni cu o săgeată, silindu-l să se refugieze în Olimp și Heracle îl eliberă pe Tezeu. Săgeata îl nimerise în umăr și Hades se chinui până când zeul Peon, medicul zeilor, îl vindecă.

### Diverse
- Asclepios, fiul lui Apolo, era un doctor talentat care, se spune, reușise să aducă oamenii la viață. Mâniat, Hades i s-a plâns lui Zeus de această nedreptate și Zeus l-a trăsnit pe muritor.[4]
- Coronidele sunt nimfele Metiohe și Menipe, fiicele lui Orion, care trăiau în Orhomenos. Hades și Persefona trimiseseră o ciumă asupra Tebei, probabil din cauza refuzului lui Creon de a înmormânta morții inamici din campania Cei Șapte împotriva Tebei. Pentru a scăpa orașul, s-au sacrificat, fiind înghițite de o prăpastie. Pentru a le răsplăti, zeii subpământeni le schimbară în comete.[4]
- Leuce era o nimfă, fiica lui Ocean și a lui Tetis. Hades a iubit-o și a luat-o cu el în Infern, unde și-a trăit restul zilelor. Când aceasta a pierit, dornic să păstreze amintirea iubitei sale, acesta o transformă într-un plop alb și o plantă în Câmpiile Elizee.[35] Heracle, isprăvind cele douăsprezece munci luă frunze din acest plop ca să-și facă cunună.[36]
- Minthe era o nimfă naiadă a râului lumii de dincolo Cocytus care-l iubea pe Hades sau îi fusese iubită. Se laudă că e superioară Persefonei și-l va seduce pe Hades. În funcție de sursă, Persefona sau Demetra o călcară în picioare până se transformă în pământ, din care crescu menta. Alte versiuni susțin că Hades o transformă în mentă.[37]
- Orfeu a coborât în Infern pentru a o cere înapoi pe iubita sa Euridice. Hades l-a lăsat, cu condiția să nu se uite în urma lui până nu ajunge înapoi în lumea muritorilor. Orfeu a cedat tentației și Euridice a fost luată înapoi.[4]
- Sisif l-a prins pe zeul morții Tanatos, când venise să-l ia. Ulterior, când Ares îl eliberă, îi spuse soției să nu-l înmormânteze cum trebuie și-l convinse pe Hades să-l lase să se întoarcă, pentru a rectifica problema. O dată ce ajunse în lumea muritorilor, refuză să se întoarcă, așa că Hermes fu trimis să-l aducă. Drept pedeapsă, urcă un bolovan pe un munte, chinuit de Erinii, și de fiecare dată când ajunge în vârf, una dintre ele îl aduce înapoi la poala muntelui.[4]

## Cultul lui Hades

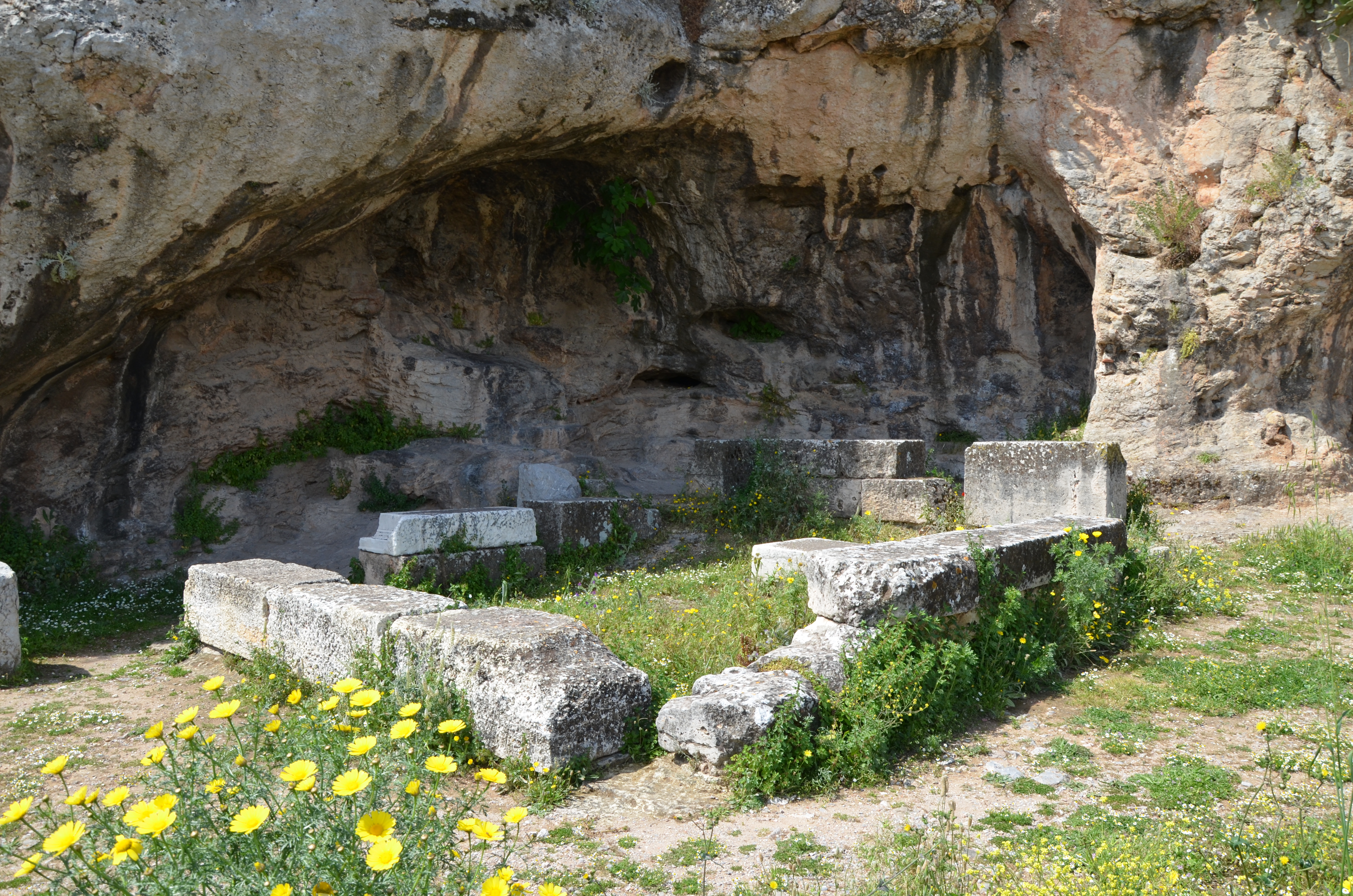
Plutonion (templu al lui Hades) la Eleusis

Templele lui Hades se numeau nekyomanteion (Νεκυομαντηιον) sau plutonion (Πλουτωνιον). Acesta era venerat în ritualuri de necromanție (nekromankia) — invocarea umbrelor morților — iar el și Persefona vegheau peste oracolele morților (nekromanteia), precum cele de la Thesprotia (în Peloponez) și Cumae (peninsula italică). În literatură, cultul lui Hades apare în Odiseea și Tebaida lui Statius, Oedipus al lui Seneca, printre altele. 
Numele lui se era de temut, așadar oamenii foloseau epitete și eufemisme. Pentru a-l împăciui, grecii băteau în pământ. Toate sacrificiile htonice, printre care cele închinate lui Hades, erau lăsate să sângereze într-un puț sau fisură în pământ, iar cei care făceau sacrificiul își întorceau fața. Când cineva murea, se obișnuia să i se pună un obol în gură sau alături, pentru ca acesta să-i poată plăti luntrașului Charon pentru a putea traversa râul, către lumea morților.

### Răspândire geografică
Cultele zeilor mitologiei grecești sunt vechi și adevărata lor întindere și popularitate sunt greu de determinat la acest moment. Ce se cunoaște se bazează pe mărturiile celor care au trăit atunci, printre care geografi și călători precum Strabon și Pausanias, și descoperiri arheologice. Hades era venerat peste tot prin Grecia și peninsula italică, după cum urmează:
Grecia de Sud
- În Attica, în Atena în luminișul Eriniilor[40] și Eleusis, unde Hades ia parte în Misterele din Eleusis[10]
- În Corint[41][10]

- În Argolida, la Micene[42], Trezen[43] și Hermiona[44][10]
- În Lacedemonia, în orașul Amykles[45][10]
- În Elida, avea o zonă îngrădită și un templu, care se deschidea o dată pe an.[46] Se știe că mai erau temple la Pylosul Triphylic sau Lepreatic, lângă muntele Mintha, între Tralles și Nysa, și la Olimpia.[47][48][10]

Grecia centrală
- În Focida în orașul Coroneia din Beoția[49][10]

Grecia de Nord
- În Thesprotia era unul dintre cele mai importante temple ale lui Hades.[10]

Altele
- În Caria, orașele Acharaca (asociat probabil cu ruinele de lângă satul Salavatlı la 5 km V de orașul turces Sultanhisar)[50] și Heriopolis[39][10]
- În regiunea italiană Campania, orașul Cumae[39][10]

## În ficțiune și artă

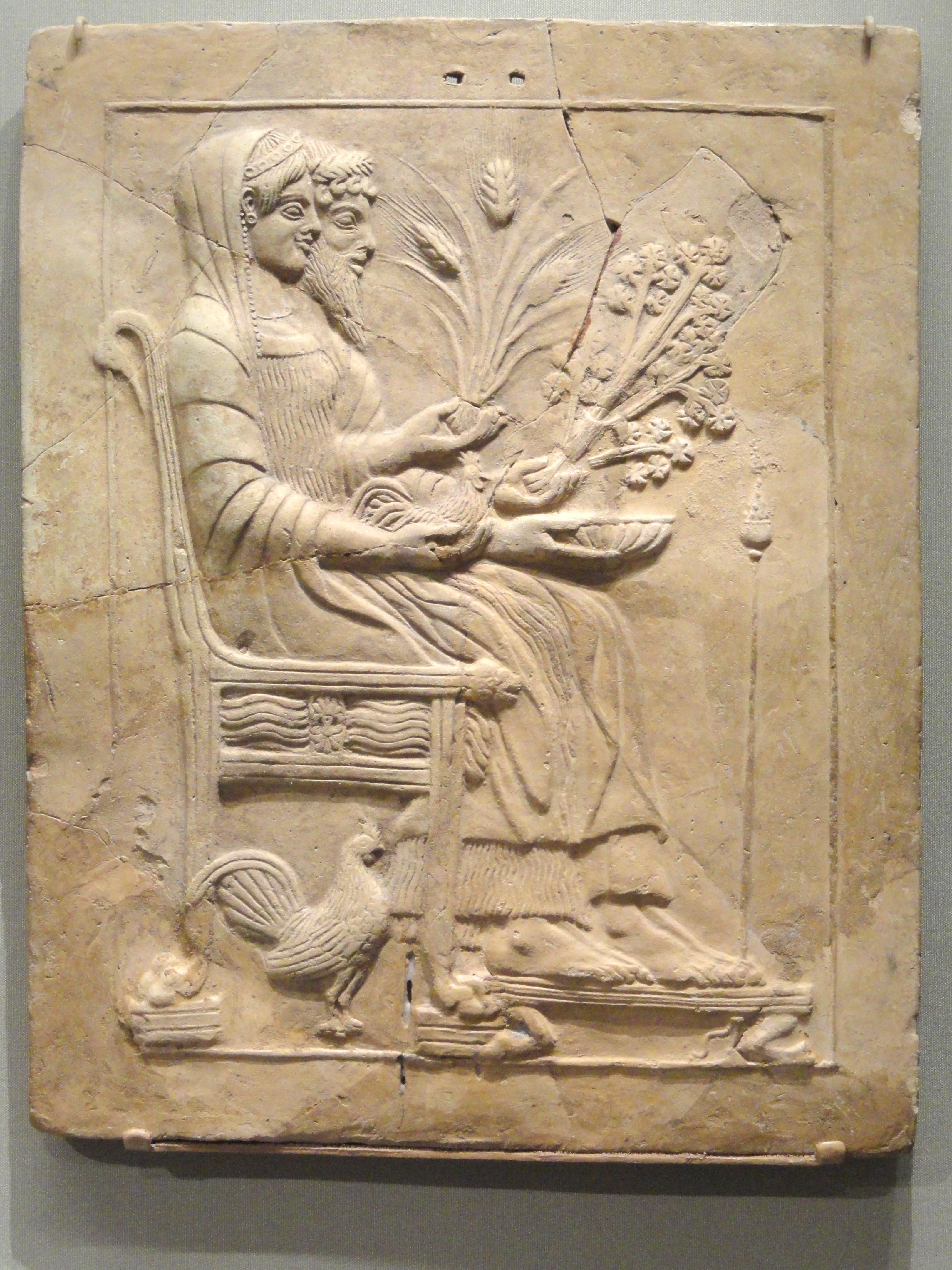
Pinax cu Hades și Persefona din Locri Epizefirii (c. sec. V î.Hr.)

Pentru reprezentări ale zeului roman al infernului, vezi Pluto în ficțiune și artă
Hades este arătat pe vase grecești îmbrăcat, uneori împreună cu Persefona, uneori observând ce se întâmplă în domeniul său. Nu este inclus în ansamblurile olimpienilor sau în scenele de grup. Într-o vază de ceramică cu figuri roșii, de către Pictorul lui Orestes (circa 450 î.Hr., acum în Atena), stă alături de Demetra, ținând o cornucopie, ea ținând un toiag și un plug. Cornucopia indică faptul că și Hades este asociat cu fertilitatea pământului, ale cărui bogății se reflectă în numele său roman, Pluto („bogăție”, din grecescul ploutos) și Dis (Dives, „bogat”). Pe o placă de teracotă din aceeași perioadă (aproximativ 460 î.Hr., acum în Reggio, Calabria) din Locri, în sudul Italiei, Hades și Persefona stau pe tronuri unul lângă altul: el ține spicuri de cereale, un fir de pătrunjel și un castron, iar ea ține un cocoș, un alt cocoș este sub tronul ei și amândoi privesc un arzător de tămâie cu un cocoș mic deasupra. Probabil cea mai bună reprezentare care a supraviețuit a lui Hades cu Persefona este Hades stând singur pe tronul său pe o vază sud-italiană (sfârșitul secolului IV î.Hr., acum în Ruvo, Apulia), supraveghind o furie legându-i pe Theseus și a lui Piritoos, Persefona veghind deasupra cu două torțe.
Singurul mit în care Hades acționează decisiv este răpirea Persefonei. Apare într-o frescă dintr-un mormânt de la Vergina (circa 340 î.Hr.), unde capul lui Hades este reprezentat deosebit de bine reprezentat, cu expresia sumbră și cârlionții de păr ca niște șerpi. Un basorelief pe un sarcofag (120 d.Hr., acum în Palazzo Rospigliosi din Roma) reprezentă o relatare animată a răpirii și eforturile Atenei de a o preveni.
 

În arta postclasică, un exemplu bun este o pictură a lui Rubens (1638, acum în Madrid) cu schița de în ulei (acum Bayonne, Franța) bazată parțial pe desenele cu sarcofagul Rospigliosi ale lui Rubens.

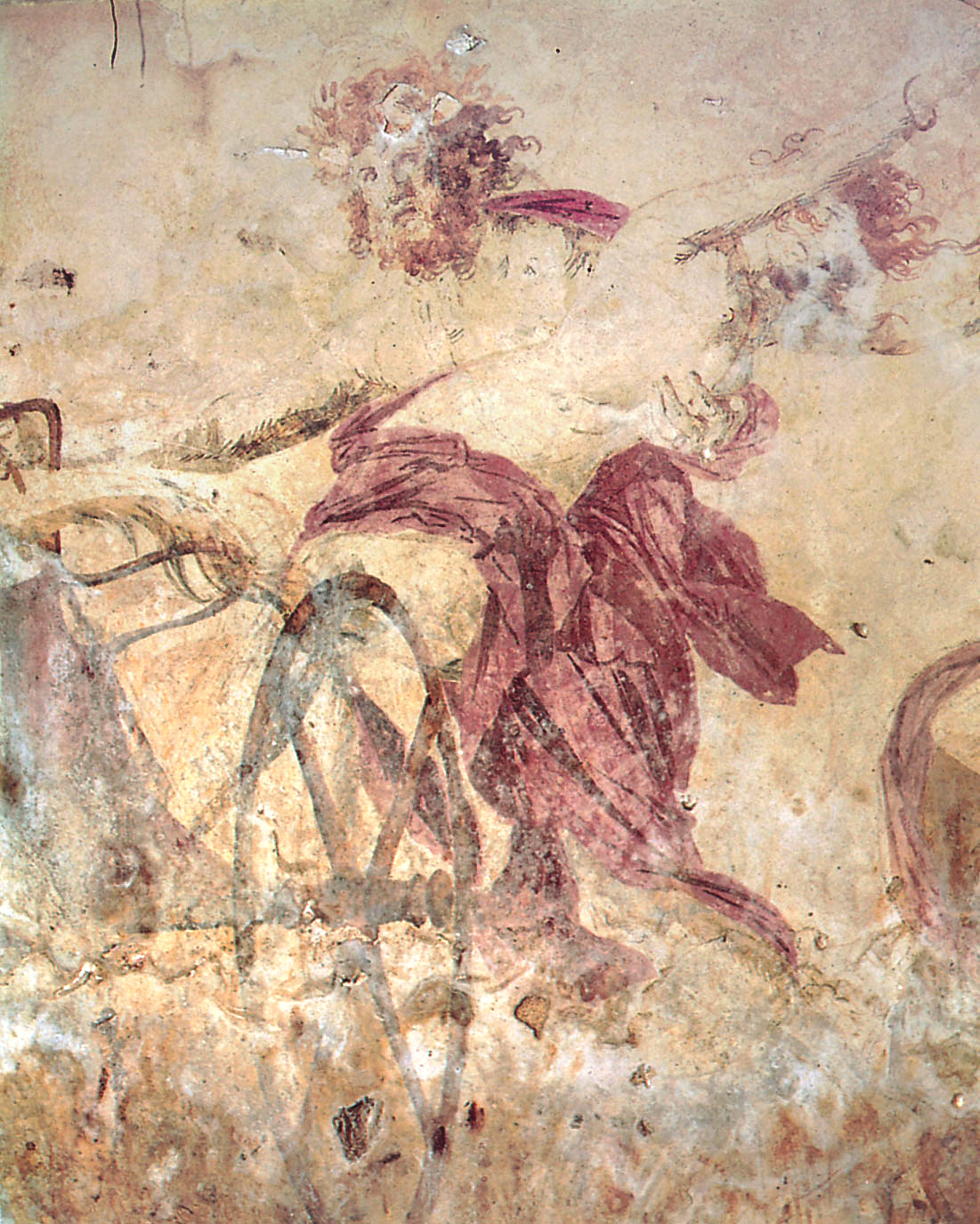
Fresca de la Vergina (340 î.Hr.)
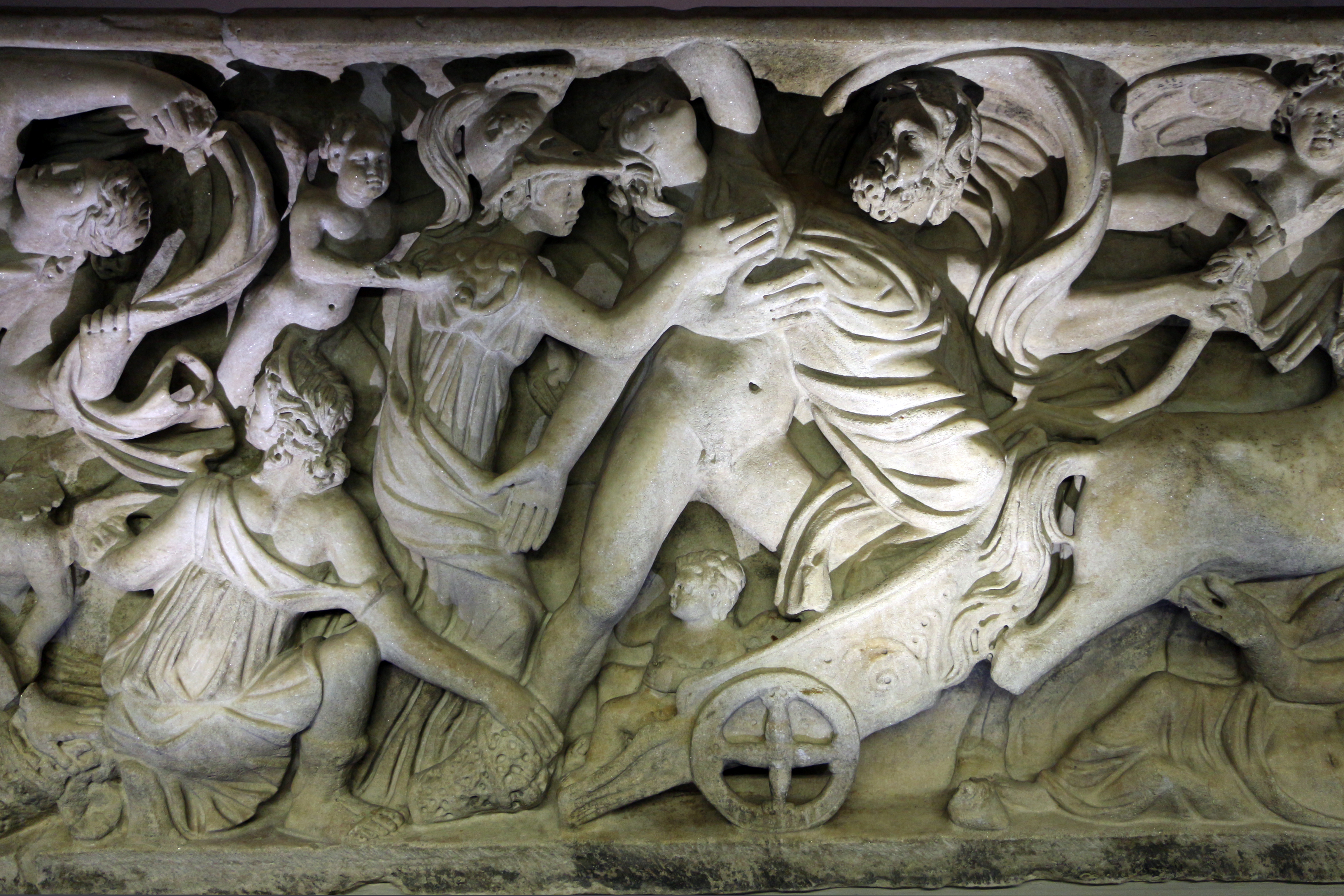
Detaliu, Răpirea Persefonei, bazorelief pe sarcofag (120 d.Hr., acum la Palazzo Rospigliosi)
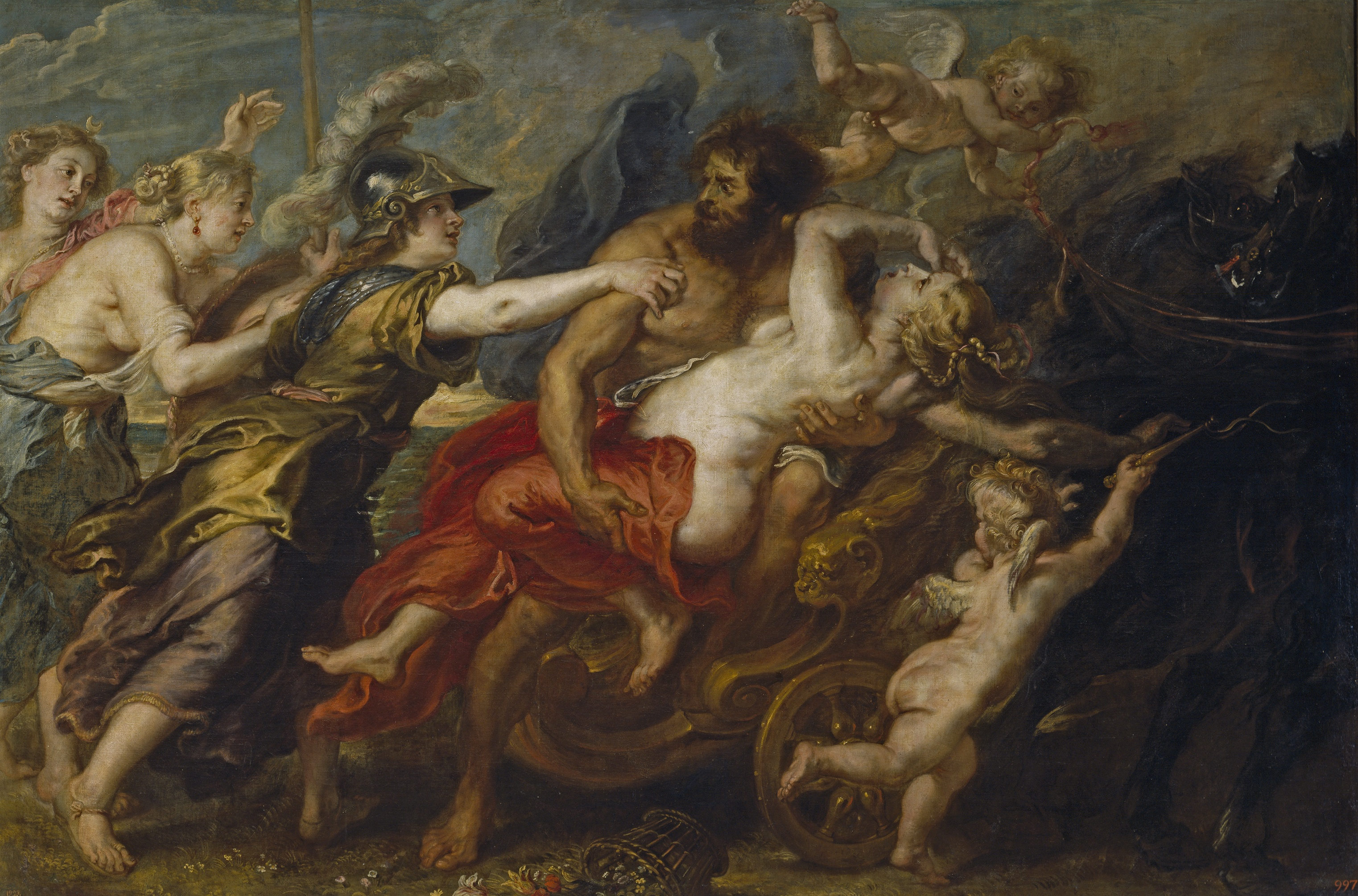
The Rape of Proserpina (1636-1638), Rubens, bazat pe sarcofagul Rospigliosi

### Cărți și benzi desenate
Pentru reprezentări ale zeului roman al infernului în cărți și benzi desenate, vezi Pluto în cărți și benzi desenate
În literatură, cultul lui Hades apare în Odiseea, Tebaida lui Statius și Oedipus al lui Seneca. 
În ceea ce privește miturile, Atena participă la mitul răpirii Persefonei în versiunea relatată de poetul Claudian (cca. 395 d.Hr.) în Cartea a II-a, De raptu Proserpinae, care a inspirat numeroase ulterioare reprezentări ale mitului. În versiunea lui Ovidiu (Metamorfozele 5. 346-571), Afrodita îi ordonă lui Cupidon să tragă o săgeată în Hades, în timp ce acesta inspecta Sicilia. Nimfa Cyane a încercat să prevină răpirea, pentru care a fost transformată într-o fântână.

#### În cărțile apocrife ale noului Testament
Vezi Cărțile apocrife ale Noului Testament
Hades, reprezentat ca o întruchipare a lumii morților, apare în Întrebările lui Bartolomeu, un fragment apocrif crezut să fie parte din Evanghelia lui Bartolomeu, o carte apocrifă pierdută a Noului Testament datând din secolul al III-lea d. Hr. Întrebările sunt dificil de plasat cronologic pe baza fragmentelor originale, oricând între secolul II și secolul VI d.Hr. Fiind apocrife, nu sunt acceptate de Biserică ca fiind parte din Biblie. În versiunile existente ale Întrebărilor, Hades se cutremură când Iisus Hristos intră în Iad. Diavolul însuși, aici numit Beliar, încearcă să-i dea curaj, dar nu reușește, Hades fiind copleșit de puterea divină, după cum arată următorul fragment din Evanghelie: „Alas, whither shall I flee before the face of the power of the great king? Suffer me to enter into myself (thyself, Latin): for before (of, latin) thee was I formed.” (trad. M. R. James, română „Unde să mă ascund în fața puterii marelui rege? Lasă-mă să mă ascund înăuntru-mi; căci am fost creat înaintea ta.”) Iisus eliberează sufletul lui Adam din iad.

#### Altele
Hawthorne a relatat mitul răpirii Persefonei în Semințele de rodie, parte din antologia Tanglewood Tales (1851), un efort interesant de a evita violența mitului original în povestirea pentru copii.
În literatura contemporană Hades apare în cărți de fantezie precum în seria Percy Jackson și Olimpienii și Eroii Olimpului de Rick Riordan (în a doua serie apare alături de Pluto, ca două personaje diferite) și Fișierele Dresden.
Apare ca personaj în benzile desenate ale celor doi lideri pe piața americană, DC Comics (Decembrie 1941, desenat de William Moulton Marston, în All Star Comics #8) și Marvel (începând cu Aprilie 1966, Stan Lee și Jack Kirby, ca și Pluto), și în manga japoneză Saint Seiya.

### Film și televiziune
Pentru rolurile zeului roman, vezi Pluton în film și televiziune

Hades a apărut de numeroase ori în film și televiziune:
- 1952 Persephone (TV), Lewis Stringer[60]
- 1967 The Illiac Passion, Carlos Anduze[60]
- 1986 Arion, Chikao Ohtsuka[60]
- 1009 Shredder Orpheus, Gian-Carlo Scandiuzzi[60]
- 1991 The Storyteller Greek Myths (TV), episodul Orpheus & Eurydice, Robert Stephens[60]
- 1992 Samurai Vampire Bikers from Hell (TV), 4 episoade, Zona Jaguar[60]
- 1994 Hercules in the Underworld (TV), Mark Ferguson[60]
- 1995 Hades, Herbert Achternbusch[60]
- 1995-1996 Hercule, 3 episoade, Erik Thomson[60]
- 1996 Space Armageddon, Tom Wyner[60]
- 1997 Farticus, Richard Moll[60]
- 1997 Hercule, James Woods[60]
- 1998 Hercules: Zero to Hero, James Woods
- 1998 Young Hercules, episodul A Lady in Hades, Erik Thomson
- 1998-1999 Hercule (TV), 30 episoade, James Woods
- 1998, 2000 Mythic Warriors: Guardians of the Legend (TV), 2 episoade, Norm Spencer[60]
- 1995, 1996, 1998, 2000 Xena, Prințesa războinică, 7 episoade, Erik Thomson
- 2001 Animated Tales of the World (TV), episodul Persephone: A Story from Greece, Aden Gillett[60]
- 2001 Mickey's House of Villains, James Woods / Rob Paulsen[60]
- 2002 Justice League (TV), 2 episoade, John Rhys-Davies[60]
- 2003 Ocean Buzz, Andy Marshall[60]
- 2004 Honey Baby, Helmut Berger[60]
- 2004 Missing Angel, Don Richards[60]
- 2004 Missing Angel 2, Don Richards
- 2004 Orfeu, Albano Jerónimo[60]
- 2004 Q. Pidd, Doug Hubbell[60]
- 2004 Appleseed, Takehito Koyasu / Andrew Love[60]
- 2004 Throg, Wayne Woodbury[60]
- 2004 Gory Greek Gods (TV), Stephen Critchlow[60]
- 2005 Justice League Unlimited (TV), episodul The Balance, Bob Joles[60]
- 2005 Orpheus, Eldorado Del Rey[60]
- 2005, 2006 Mix Master (TV), 2 episoade, Kirk Young, Jacob Craner[60]
- 2006 The Grim Adventures of Billy & Mandy (TV), episodul A Grim Day/Pandora's Lunch Box, Scott Menville[60]
- 2006 Epic, Geoffrey Dean[60]
- 2006 Wholesale Souls, Inc., Paul Binkley[60]
- 2006 Comedy Hell, Justin Shenkarow[60]
- 2006-2007 Class of the Titans, 13 episoade, Trevor Devall[60]
- 2007 Die Unheil bringende Krone, Ernst Grissemann[60]
- 2008 Death Bet, Morten Willoch[60]
- 2008 Eliminating Marks, Devon Boldt[60]
- 2008 Persephone, Michael Joseph Thomas Ward[60]
- 2008 Seinto Seiya: Meio Hades Elysion-hen (TV), 2 episoade, Akio Ôtsuka[60]
- 2009 Orpheus & Eurydice, Morgan Dusatko[60]
- 2009 Myths (TV), episodul Escape from the Underworld, Christopher Hughes[60]
- 2009 Wonder Woman, Oliver Platt[60]
- 2009 Bad Hair Day, Chris Whitsett[60]
- 2009 One Minutes, Richard Manning[60]
- 2009 Hellhounds (TV), Oltin Hurezeanu / Alain Goulem[60]
- 2009 Clash of the Gods (TV), episodul Hades, Greg Ford[60]
- 2009-2010 Seinto Seiya: The Lost Canvas - Meio Shinwa, 13 episoade, Yoann Sover[60]
- 2010 A Divine Meeting, Jonathan Castile[60]
- 2010 Hades, Simon Licht[60]
- 2010 Percy Jackson și Olimpienii: Hoțul Fulgerului, Steve Coogan[60]
- 2010 Înfruntarea titanilor, Ralph Fiennes[60]
- 2010 Mad (TV), episodul Class of the Titans/Zeke and Lex Luthor, Kevin Shinick[60]
- 2011 Orpheus in 9, Matt Marcum[60]
- 2011 Saint Seiya Rebirth, episodul  Return from Hades - Ritorno Dall'Ade, Carlo Gavazzi[60]
- 2011 Who Let the Gods Out?, Jackson Handy[60]
- 2011 Saturday Night Live, episodul Charlie Day/Maroon 5, Bill Hader[60]
- 2011 Siren: Dreamscape, Mark Tallman[60]
- 2012 Gassal, Tolga Ciklaciftci[60]
- 2012 Change of Season, Greg Crowe[60]
- 2012 Furia titanilor, Ralph Fiennes
- 2012 The Oresteia, Michael Price[60]
- 2012 Persephone, Gilles Malkine[60]
- 2012 Wizard Hunters (TV), Brendan Guy Murphy[60]
- 2012 Mitos y leyendas, episodul Orfeo, Jacob Santana[60]
- 2013 Vocabulary of the Mysteries, Lamont Miles[60]
- 2013 Grey Heart, Brendon Lawrence[60]
- 2013 Villain Movie, Cory Chapman[60]
- 2013 Hercules: The Brave and the Bold, Bryan Kreutz[60]
- 2013 Hades, Lucas Carosella[60]
- 2013 Hurry Up and Wait Presents: Real World Olympus (TV), Alexander Ward[60]
- 2013 Gods Behaving Badly, John Turturro[60]
- 2013 Persephone (TV), 3 episoade, Sketch MacQuinor[60]
- 2013, 2015 A God Named Pablo (TV), 9 episoade, Sean Pritchett[60]
- 2014 Kamigami no Asobi, Daisuke Ono[61]
- 2014 OneRepublic: Counting Stars Feat. Disney Villains, Gabe Gibbs[60]
- 2015 Dead Mirror Suite, Shannon Pierce[60]
- 2015 Bring Us Your Women, David Langill[60]
- 2015 Sadie and Emmie (TV), episodul Angry Gods/Fortune Taker, Kaleb Sandy[60]
- 2015 Pirate Express (TV), 3 episoade, Scott McNeil[60]
- 2015 Olympus, episodul Truth, Colin McFarlane[60]
- 2015 Orpheus, Ronald Scott[60]
- 2015 Renegata (Lost Girl) (TV) 9 episoade, Eric Roberts[60]
- 2015, 2016, 2017 For the Love of Zeus (TV), 3 episoade Zachary Vazquez, Charles McGuirk[60]
- 2016 Pantheon University (TV), Evey Reidy[60]
- 2016 Once Upon a Time (TV), 10 episoade, Greg Germann[60]
- 2017 Wonder Woman Abridged, Jason Marnocha[60]

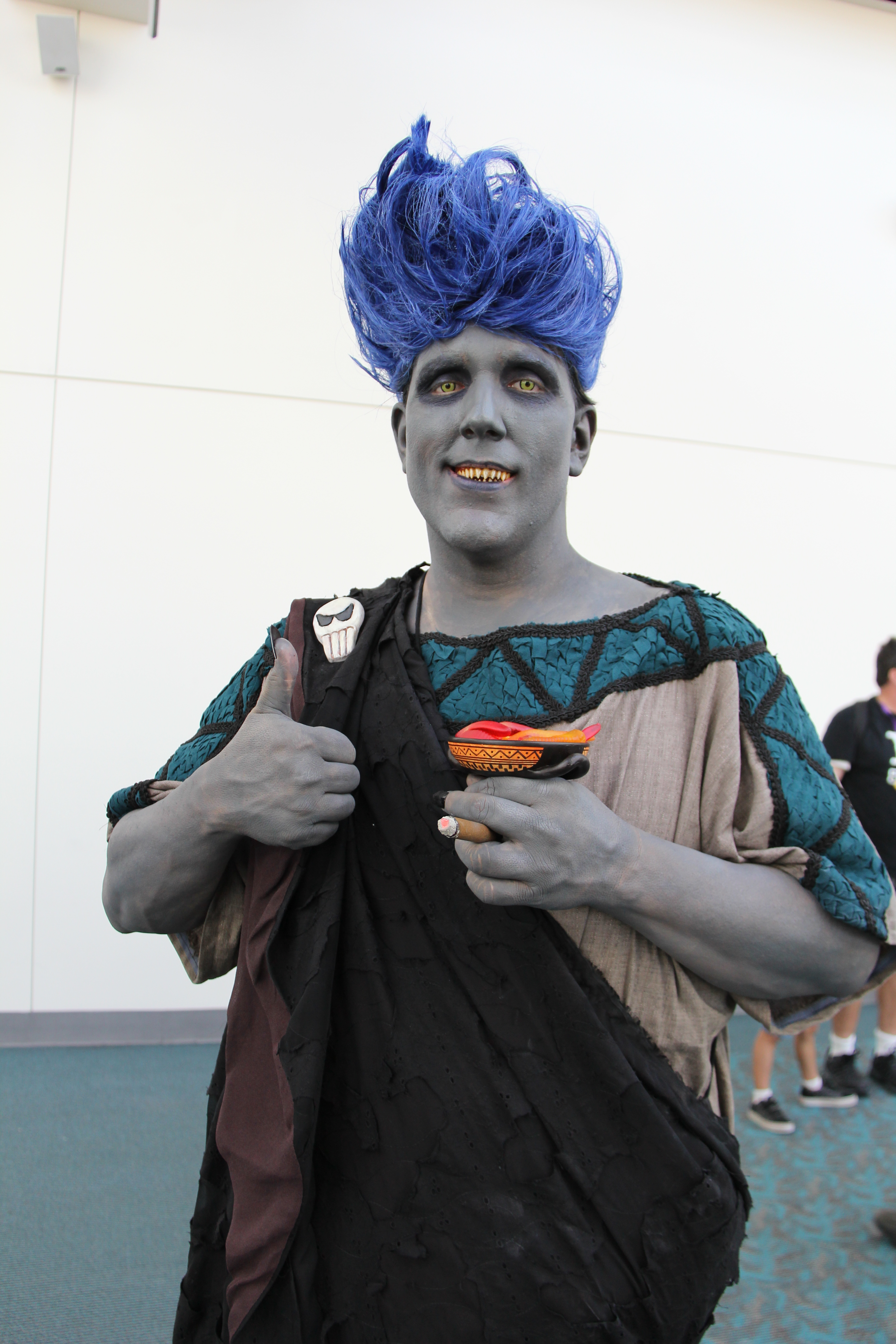
Om costumat ca Hades, personajul Disney, la San Diego ComicCon 2014

### Jocuri video și muzică
Jocuri video: Hercules și Carte de povești iteractivă (1997, James Woods), Final Fantasy (1997, 2000), Herc's Adventures (1997, Castulo Guerra), Disney's Hades Challenge (1998, James Woods), Age of Mythology (2002), seria Kingdom Hearts (2002, 2005, 2007 (Re:), 2010, James Woods / Kyûsaku Shimada; 2007 (II: Final Mix+), James Woods), seria „God of War” (2005, Nolan North; 2010, Clancy Brown; 2013, Fred Tatasciore), Titan Quest, extensia Immortal Throne (2007), Înfruntarea titanilor (2010, Troy Baker), DC Universe Online (2011, Mike MacRea), Sorcerers of the Magic Kingdom (2012, James Woods), Kid Icarus: Uprising (2012, S. Scott Bullock / Hôchû Ôtsuka), PlayStation All-Stars Battle Royale (2012, Matt Prescott Morton), Assassin's Creed ca Aita, soțul lui Juno, (2012; 2013), Kamigami no Asobi (2013, Daisuke Ono), Smite (2014, Patrick Seitz), Call of Duty: Advanced Warfare, antagonistul Joseph Chkheidze e poreclit „Hades” (2014, Sharif Ibrahim) și Apotheon (2015, River Kanoff).
Muzică: Hades Records (2001) casa românească de discuri, Hadestown (2010) de Anaïs Mitchell, albumul Hades (2016) de formația sud-coreeană VIXX